# Chaouis
De Chaouis (Berbers: Ichawiyen ⵉⵛⴰⵡⵉⵢⵏ) zijn de bewoners van het Aurèsgebergte in noordoost Algerije. Het volk behoort tot de Zenata Berbers en spreekt Chaoui, een variant van het Berbers (Tamazight).

leefgebied van de Chaouis in Algerije

Grote steden die in het territorium van de Chaouis vallen zijn Batna, Khenchela en Oum el-Bouaghi. Na de Algerijnse Burgeroorlog zijn er ook veel Chaouis geëmigreerd naar Frankrijk.

## Geschiedenis
De Chaouis vormen een Berberse etnische groep die hoofdzakelijk in de Aurès-bergen in het oosten van Algerije woont. Hun geschiedenis is diep verankerd in de rijke culturele erfenis van Noord-Afrika. Hier zijn enkele belangrijke aspecten van de geschiedenis van de Chaouis:

### De oudheid
De oorsprong van de Chaouis gaat terug tot de oudheid, en ze hebben eeuwenlang in de Aurès-bergen gewoond. Net als andere Berberse gemeenschappen in Noord-Afrika hebben de Chaouis hun eigen taal, Tamazight, en een rijke orale traditie.
Romeinse en Byzantijnse overheersing: De Aurès-bergen waren een gebied van strategisch belang tijdens de Romeinse en Byzantijnse overheersing. De Chaouis weerstonden vaak deze buitenlandse machten en handhaafden hun culturele identiteit.

### Arabische invasies
Met de komst van de Arabieren in de 7e eeuw werden de Chaouis, net als veel andere Berberse bevolkingsgroepen, beïnvloed door de Arabische cultuur en de islam. Toch behielden ze sterke kenmerken van hun oorspronkelijke identiteit.

### Ottomaanse periode
Tijdens de Ottomaanse overheersing waren de Aurès-bergen een centrum van verzet tegen buitenlandse overheersing. Lokale Chaoui-leiders stonden vaak op tegen de Ottomaanse heerschappij om de autonomie van hun regio te behouden.

### Koloniale tijd en onafhankelijkheidsstrijd
Tijdens de koloniale overheersing van Frankrijk speelden de Chaouis een actieve rol in de Algerijnse onafhankelijkheidsstrijd. Ze streden voor zelfbeschikking en het behoud van hun culturele identiteit binnen een onafhankelijk Algerije.

### Hedendaagse periode
Na de onafhankelijkheid van Algerije in 1962 hebben de Chaouis, net als andere Berberse gemeenschappen, gestreefd naar erkenning van hun taal en cultuur. Ze hebben deelgenomen aan verschillende sociaal-politieke bewegingen en hebben bijgedragen aan de diversiteit van het Algerijnse culturele landschap.
De geschiedenis van de Chaouis weerspiegelt een voortdurende strijd voor culturele behoud en zelfbeschikking, die hen kenmerkt als een essentieel onderdeel van de Noord-Afrikaanse geschiedenis en identiteit.

## Taal
De taal van de Chaouis is Tamazight, een Berberse taal die behoort tot de Afro-Aziatische taalfamilie. Tamazight is een verzamelnaam die verschillende Berberse dialecten omvat, en in het geval van de Chaouis is hun specifieke variant bekend als "Tachawit."
Kenmerkend voor Tamazight is dat het een Afro-Aziatische taal is met een rijk en oud erfgoed. Het wordt geschreven in het Tifinagh-schrift, een van de oudste schriften ter wereld, dat zijn oorsprong heeft in de pre-islamitische tijd. Tamazight heeft een lange traditie van mondelinge overlevering, en de Chaouis hebben historische gebeurtenissen, verhalen, en poëzie door de generaties heen overgedragen.
De taal van de Chaouis is niet alleen een communicatiemiddel, maar het draagt ook de culturele identiteit van de gemeenschap. Het weerspiegelt de diepgewortelde verbondenheid van de Chaouis met hun geschiedenis, tradities en manier van leven. In de loop der jaren hebben inspanningen om Tamazight te behouden en te bevorderen bijgedragen aan een grotere erkenning van de taal in het bredere Algerijnse culturele en educatieve landschap.
Hoewel het Arabisch ook in het dagelijks leven wordt gebruikt, blijft Tamazight van cruciaal belang voor de Chaouis, en het speelt een essentiële rol in het behoud van hun culturele erfgoed te midden van de moderne veranderingen en uitdagingen.

## Geografie
De Chaouis wonen hoofdzakelijk in de Aurès-bergen in het oosten van Algerije. Deze bergachtige regio is hun traditionele thuisland en strekt zich uit over delen van de provincies Batna, Khenchela, en Oum El Bouaghi. De steden Batna en Khenchela dienen vaak als belangrijke centra in dit gebied.
De Aurès-bergen bieden een diverse omgeving, met vruchtbare valleien, hooggelegen plateaus en indrukwekkende bergpieken. De Chaouis vestigen zich in dorpen verspreid over de hellingen en valleien van dit bergachtige landschap.
Daarnaast zijn er ook Chaoui-gemeenschappen die in de buurt van de stad Al Hoceima aan de Middellandse Zeekust in Marokko leven. Dit gebied, bekend om zijn prachtige kustlijn en heuvelachtig terrein, vormt een ander deel van het Chaoui-landschap.
De levenswijze van de Chaouis wordt sterk beïnvloed door de geografie van hun regio, waar landbouw, veeteelt en traditionele ambachten vaak prominente rol spelen in hun dagelijks leven. Het bergachtige terrein heeft ook bijgedragen aan de vorming van sterke gemeenschapsbanden en het behoud van culturele tradities.